# Voice to New World
Voice to New World là EP đầu tay của nhóm nhạc nam Hàn Quốc VICTON. EP này được phát hành vào ngày 9 tháng 11 năm 2016 bao gồm 6 bài hát. Hai bài hát chủ đề là I'm Fine và What Time Is It Now? được sử dụng để quảng bá cho EP này.

## Bối cảnh và phát hành
Sau khi kết hợp cùng nghệ sĩ cùng ty Huh Gak trong đĩa đơn #Begin Again và nhận được nhiều lời khen ngợi từ công chúng. Vào ngày 1 tháng 9 năm 2016, sau khi kết thúc chương trình thực tế của nhóm Me & 7 Men, công ty chủ quản Plan A Entertainment đã đăng tải một video tiết lộ tên gọi cũng như phong cách của nhóm. Trong khoảng từ ngày 1 đến 3 tháng 11 năm 2016, Plan A đã cho đăng tải teaser của từng thành viên lên tài khoản Youtube của nhóm. Ngày 5 tháng 11, Plan A đã đăng tải phiên bản trình diễn cho bài hát What Time Is It Now?. Teaser của I'm Fine cùng bản giới thiệu giai điệu các bài hát trong EP được đăng tải hai ngày sau đó.
Ngày 9 tháng 11 năm 2016, EP được phát hành trên các kênh nhạc số, đồng thời phiên bản đĩa cứng cũng được phát hành.

## Danh sách bài hát
※ In đậm là bài hát chủ đề.
| STT              | Nhan đề                                 | Phổ lời                                                                                            | Phổ nhạc                          | Thời lượng |
| ---------------- | --------------------------------------- | -------------------------------------------------------------------------------------------------- | --------------------------------- | ---------- |
| 1.               | "What Time Is It Now?"                  | Beom & Nang, Han Seungwoo, Kang Seungsik, Heo Chan, Im Sejun, Do Hanse, Choi Byungchan, Jung Subin | Beom & Nang                       | 3:14       |
| 2.               | "I'm Fine" (아무렇지 않은 척)           | Beom & Nang, Han Seungwoo, Do Hanse                                                                | Beom & Nang                       | 3:32       |
| 3.               | "Beautiful"                             | ESBEE, Won Youngheon, Lee Yangban                                                                  | ESBEE, Won Youngheon, Lee Yangban | 3:45       |
| 4.               | "Your Smile And You" (날 보며 웃어준다) | 멧돼지, mOnSteR nO.9, Lim Jungho, Do Hanse                                                         | 멧돼지, mOnSteR nO.9              | 4:26       |
| 5.               | "The Chemistry"                         | Wiidope, Yoo Geunho, Han Seungwoo, Do Hanse                                                        | Wiidope                           | 3:47       |
| 6.               | "#Begin Again" (#떨려) (VICTON Ver.)    | MU-D9                                                                                              | MU-D9                             | 3:23       |
| Tổng thời lượng: | Tổng thời lượng:                        | Tổng thời lượng:                                                                                   | Tổng thời lượng:                  | 22:07      |

## Xếp hạng
| Bảng xếp hạng                      | Vị trí cao nhất |
| ---------------------------------- | --------------- |
| Bảng xếp hạng album tuần của Gaon  | 11              |
| Bảng xếp hạng album tháng của Gaon | 24              |
| Bảng xếp hạng album năm của Gaon   |                 |

### Doanh số và chứng nhận
| Nhà cung cấp (2016)         | Số lượng |
| --------------------------- | -------- |
| Bảng xếp hạng đĩa cứng Gaon | 14.947+  |